# Henry Colburn
Henry Colburn (1784 of 1785 - 16 augustus 1855) was een Britse uitgever.
Colburn had zijn eerste ervaringen met boekenverkoop in Londen bij de oprichting van W. Earle, Albemarle Street, en daarna als assistent bij Morgan's Library, Conduit Street, waarvan hij in 1816 de eigenaar werd. Hij verhuisde achteraf naar New Burlington Street, waar hij zich vestigde als uitgever. De Conduit Street Library gaf hij in handen van Saunders & Otley. In 1814 richtte hij samen met Frederic Shoberl de New Monthly Magazine op, waarvan op verschillende momenten Thomas Campbell, Edward Bulwer-Lytton, Theodore Hook en Harrison Ainsworth redacteuren waren.
Colburn publiceerde in 1818 Evelyn 's Diary, en in 1825 Diary of Pepys, uitgegeven door Lord Braybrooke, waarvoor hij 2.200 pond betaalde om het auteursrecht te verwerven. Hij gaf ook Disraeli's eerste roman Vivian Grey uit en een groot aantal andere werken van Theodore Hook, GPR James, Frederick Marryat en Edward Bulwer-Lytton. 
In 1829 trok hij Richard Bentley aan als zakenpartner, en in 1832 ging Colburn met pensioen. Kort daarna vestigde hij zich weer als zelfstandige in Great Marlborough Street. Zijn bedrijf werd in 1841 overgenomen door Messrs Hurst & Blackett. Henry Colburn stierf op 16 augustus 1855 en liet eigendommen na ter waarde van 35.000 pond. Zijn weduwe Eliza Ann Crosbie hertrouwde in 1856 met John Forster.